# 경주 분황사 모전석탑
경주 분황사 모전석탑(慶州 芬皇寺 模塼石塔)은 대한민국 경상북도 경주시 분황사에 있는, 삼국시대 신라의 모전석탑이다. 1962년 12월 20일 대한민국의 국보 제30호로 지정되었다.
탑이 세워진 시기는 분황사 창건 때인 신라 선덕여왕 3년(634)으로 보고 있다. 현재 3층으로 되어 있으나 원래의 규모는 정확히 알 수 없다. 임진왜란 때 반쯤 파괴되었는데 1915년 조선총독부에서 수리할 때 2층과 3층 사이에 들어 있던 사리함을 꺼냈는데, 함 안에는 각종 옥류, 가위, 은바늘 및 숭녕통보(崇寧通寶), 상평오수 등 고려시대의 중국주화가 발견되었다.

## 개요
현재 남아있는 신라 석탑 가운데 가장 오래된 걸작품으로, 돌을 벽돌 모양으로 다듬어 쌓아올린 모전석탑(模塼石塔)이다. 원래 9층이었다는 기록이 있고 7층이었다는 주장도 있지만 이는 확실하지 않으며, 지금은 3층만 남아있다.
탑은 넓직한 1단의 기단(基壇) 위에 3층의 탑신(塔身)을 착실히 쌓아올린 모습이다. 기단은 벽돌이 아닌 자연석으로 이루어져 있고, 네 모퉁이마다 화강암으로 조각된 사자상이 한 마리씩 앉아있다. 회흑색 안산암을 작게 벽돌모양으로 잘라 쌓아올린 탑신은 거대한 1층 몸돌에 비해 2층부터는 현저하게 줄어드는 모습을 보이고 있다. 1층 몸돌에는 네 면마다 문을 만들고, 그 양쪽에 불교의 법을 수호하는 인왕상(仁王像)을 힘찬 모습으로 조각해 놓았다. 지붕돌은 아래윗면 모두 계단 모양의 층을 이루고 있는데, 3층 지붕돌만은 윗면이 네 모서리에서 위쪽으로 둥글게 솟은 모양이며, 그 위로 화강암으로 만든 활짝 핀 연꽃장식이 놓여 있다.
선덕여왕 3년(634) 분황사의 창건과 함께 건립된 것으로 추측되며, 비슷한 시기에 만들어진 익산 미륵사지 석탑(국보 제11호)과도 좋은 대조를 이룬다. 특히, 부드러우면서도 힘차게 표현된 인왕상 조각은 당시 7세기 신라 조각양식을 살피는데 좋은 자료가 되고 있다. 1915년 일본인에 의해 수리된 이후 지금까지 그 모습을 유지하고 있으며, 수리 당시 탑 안에서 사리함과 구슬 등의 많은 유물들이 발견되었다.

## 갤러리

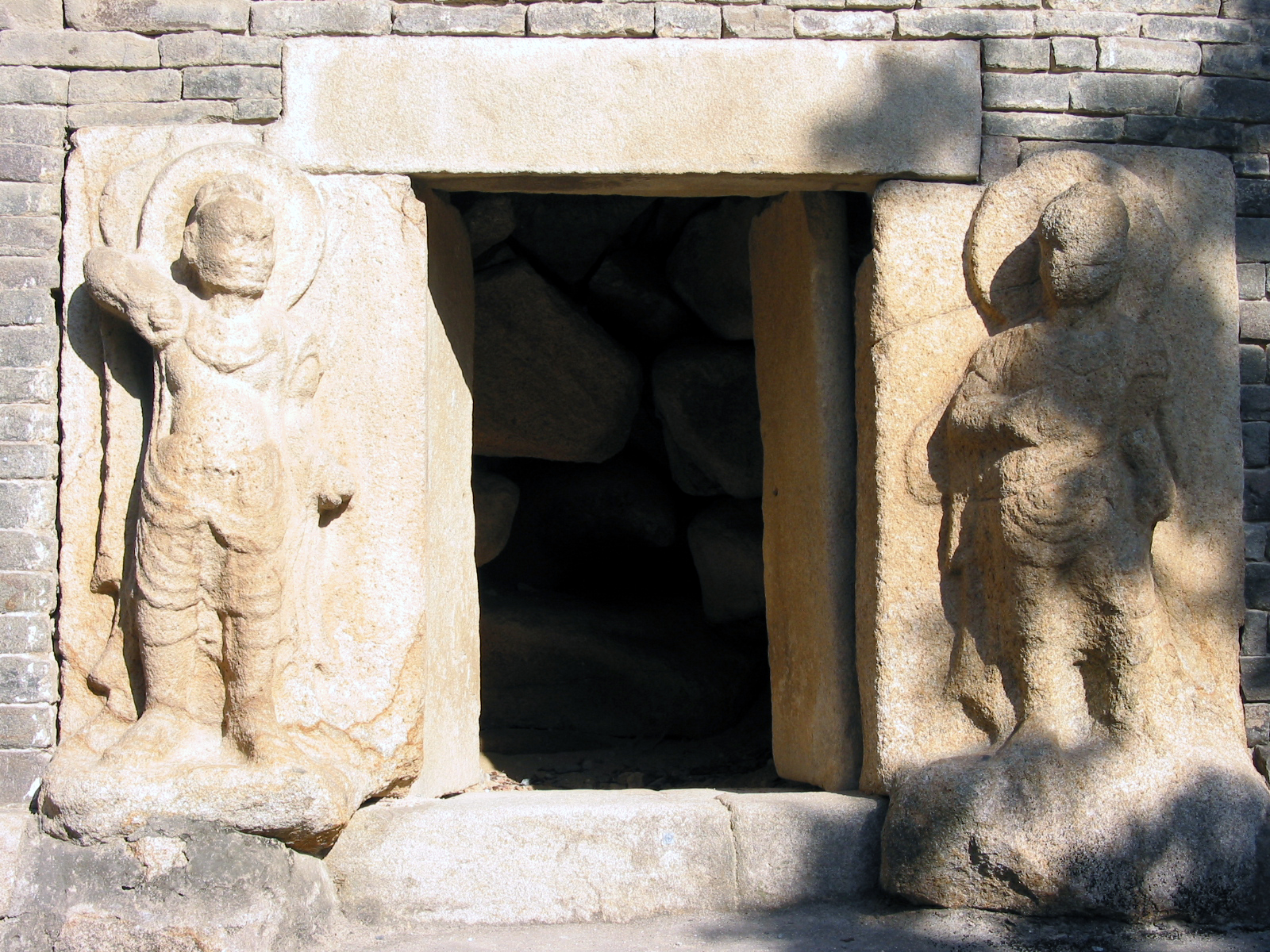
분황사석탑의 인왕상
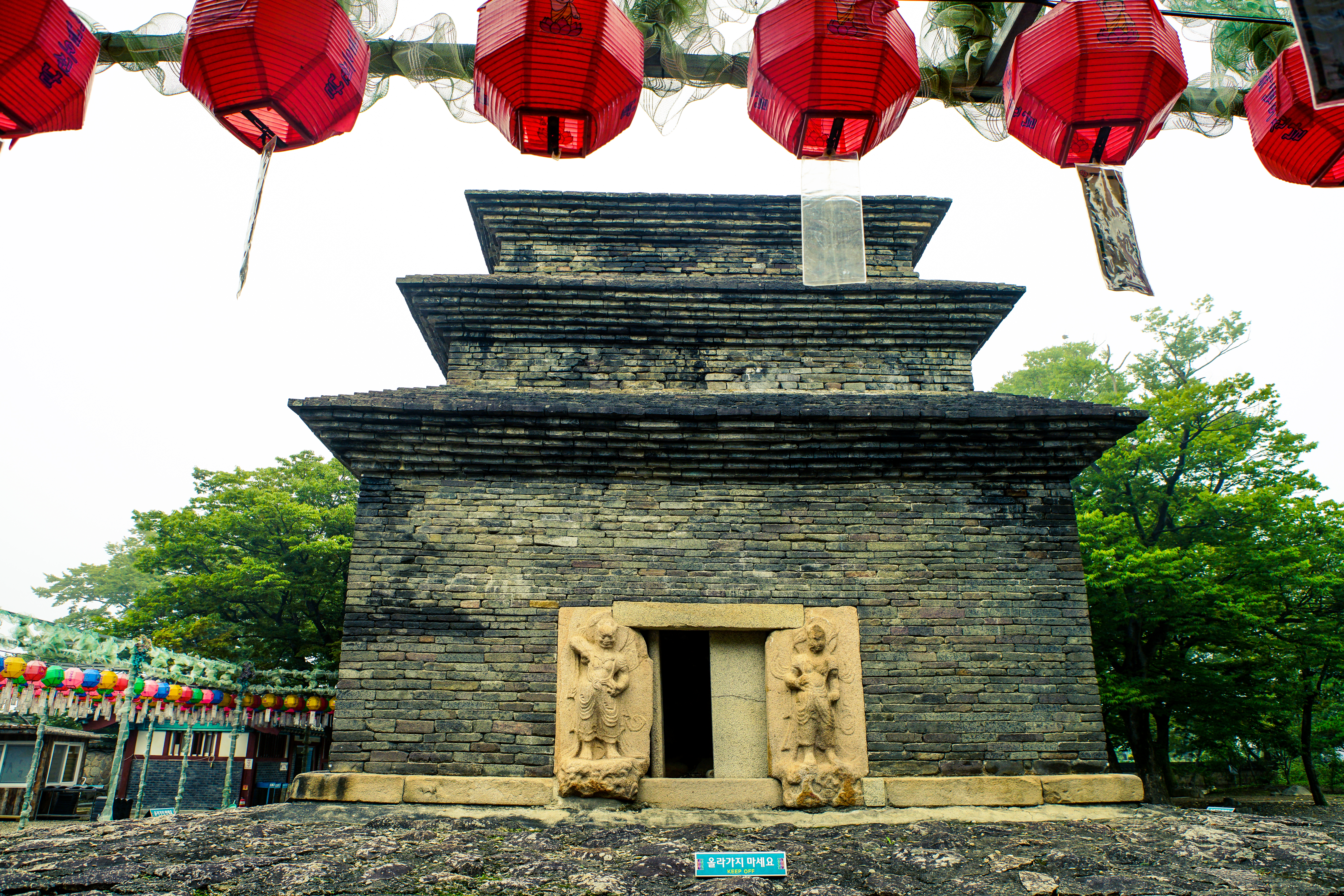
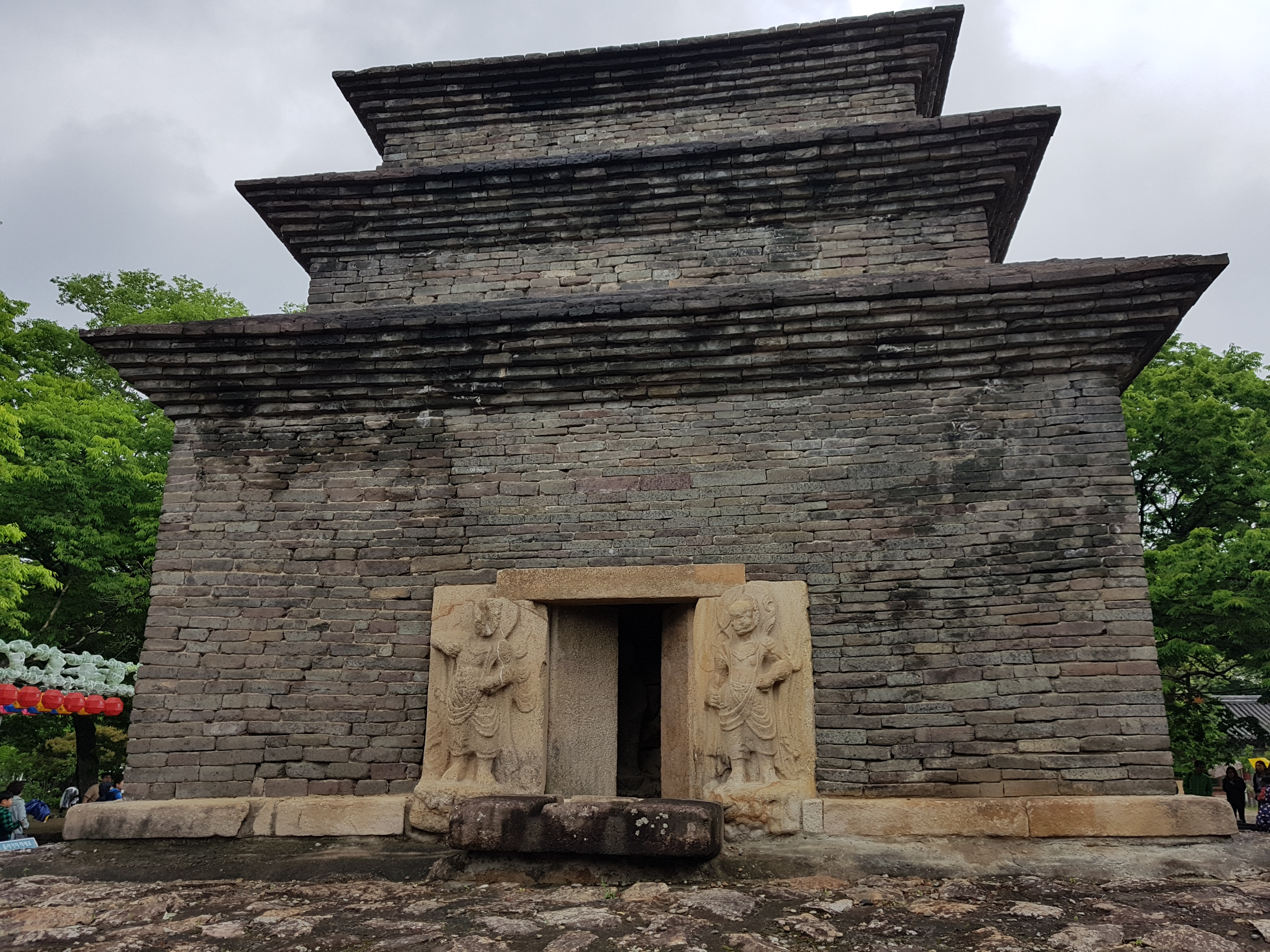

## 같이 보기
- 분황사
- 익산 미륵사지 석탑 (국보 제11호)
- 영양 삼지리 모전석탑
- 영양 산해리 오층모전석탑

## 참고 자료
- 경주 분황사 모전석탑 - 국가유산청 국가유산포털